# Кшиштоф Скубішевський
Кшиштоф Ян Скубішевський (пол. Krzysztof Jan Skubiszewski; 8 жовтня 1926, Познань — 8 лютого 2010, Варшава) — польський політичний та державний діяч, юрист і вчений, кавалер Ордену Білого Орла. Міністр закордонних справ Польщі в 1989—1993 роках.

## Біографія

### Кар'єра вченого
Кшиштоф Ян Скубішевський народився 8 жовтня 1926 року в Познані.
У 1949 році закінчив юридично-економічний факультет Університету Адама Міцкевича в Познані. В 1957 році навчався в Університеті м. Нансі (Франція), в 1958 році продовжив навчання в Гарварді (США). В 1961—1963 роках — доцент кафедри міжнародного права Університету Адама Міцкевича в Познані. В 1971 і 1979 роках викладав у Женевському університеті (Швейцарія), в 1971–1972 роках в Оксфорді (Велика Британія). З 1973 року — професор Інституту держави і права Польської Академії Наук у Варшаві. Доктор юридичних наук, член-кореспондент ПАН. З 1981 року — член комісії правових наук ПАН, член Громадської ради при Примасі Римо-Католицької Церкви в Польщі (1981—1984), членом Консультаційної ради при Голові Ради Держави ПНР Войцехові Ярузельському. Учасник профспілки «Солідарність» та Великопольського політичного клубу «Порядок і свобода». Автор праць з питань держави і права. Був співавтором підручника з міжнародного права Міжнародне публічне право. Нарис.

### Дипломатична кар'єра
12 вересня 1989 року Кшиштоф Скубішевський був призначений міністром закордонних справ у першому некомуністичному уряді Польщі на чолі з Тадеушем Мазовецьким (утримався на посаді і за наступних прем'єрів: Яна Белецького, Яна Ольшевського, Вальдемара Павляка і Ганни Сухоцької, до 25 жовтня 1993 року). Зі зміною політичного ладу у Польщі почала змінюватися її зовнішня політика. На Скубішевського було покладено відповідальність за перехід до нових зовнішньополітичних орієнтирів. Тимчасово зберігаючи тривалі зв'язки із СРСР, беручи участь у діяльності Варшавського договору та РЕВ, Польща шукала можливостей економічного і політичного союзу з Західною Європою та США.
Вже 24 жовтня 1989 року Скубішевський приймав у Варшаві міністра закордонних справ СРСР Едуарда Шеварднадзе, а 26 жовтня — засідання комітету міністрів закордонних справ держав-учасниць Варшавського договору. Скубішевський поставив перед СРСР вимогу виплатити компенсації особам польського походження, які зазнали репресій під час правління Йосипа Сталіна і які на момент жовтня 1989 року проживали на території Польщі (за оцінками тих років 200—250 тис. осіб).
7 червня 1990 року Скубішевський спільно з Войцехом Ярузельським, Тадеушем Мазовецьким і Флоріаном Сівіцьким брав участь у нараді Політичного консультативного комітету держав-учасниць Варшавського договору в Москві, після чого Польща припинила свою участь у цій організації, а через рік Варшавський договір розпався і розпочалося поступове виведення радянських військ із Польщі. Країна покинула також РЕВ.

### Нова зовнішня політика Польщі
14 листопада 1990 року разом із Гансом-Дітріхом Геншером підписав договір про кордон між Польщею та Німеччиною, що гарантував визнання ФРН кордону на Одрі і Нисі. Скубішевський брав участь у переговорах щодо підписаного 17 червня 1991 року Польсько-Німецького договору про добросусідство і співпрацю. Перед цим, 9 квітня 1991 року було підписано Договір про співробітництво між Польщею і Францією.
15 лютого 1991 року в Вишеграді на зустрічі Леха Валенси, Вацлава Гавела (Чехословаччина) і Йожефа Антала (Угорщина) було підписано Декларацію про кооперацію між Польською Республікою, Чехословацькою Федеративною Республікою та Угорською Республікою на шляху до Європейської інтеграції. Таким чином, було створено регіональну Вишеградську групу (після розпаду Чехословаччини позначається як «V4»).
В серпні 1991 року в Веймарі Скубішевський зустрівся з міністрами закордонних справ Німеччини Гансом Дітріхом Геншером та Франції Роланом Дюма, після чого створено так званий Веймарський трикутник Німеччини, Польщі та Франції. В листопаді 1991 року Польщу було прийнято до Ради Європи. Того ж року Польща розпочала діяльність в роботі Центральноєвропейської ініціативи.
Скубішевський виражав готовність до розвитку відносин із республіками СРСР, що мали з Польщею спільний кордон. Пропозиція Скубішевського в 1990 році підписати документ про основи відносин із Білоруссю не принесло результатів. Лише після того, коли результат боротьби за незалежність східних сусідів Польщі прояснився, МЗС Польщі розпочав активне встановлення із ними відносин, фактично з серпня 1991 року стосунки з ними набрали характеру партнерських. Польща першою визнала незалежність України після референдуму 1 грудня 1991 року. 23 червня 1992 року в Варшаві було підписано Договір про добросусідство і дружнє співробітництво між Польщею та Республікою Білорусь.
22 травня 1992 року в Москві президент Польщі Лех Валенса та президент Росії Борис Єльцин підписали Договір між Російською Федерацією і Республікою Польща про дружнє та добросусідське співробітництво. 2 жовтня 1992 року в Варшаві підписано із Росією міжурядовий Договір про транскордонне співробітництво.

### На шляху до єдиної Європи
В 1992 році Польща вступила в Раду держав Балтійського моря. У жовтні того ж року Сейм Польщі ратифікував Європейську конвенцію про захист прав людини та основних свобод, надаючи громадянам Польщі можливість звертатися до Європейського суду з прав людини. 3 листопада 1992 року було оприлюднено нову військову доктрину Польщі, за якою Польща «не загрожує жодній країні і не має ні до кого територіальних претензій». Також проголошено про зняття зобов'язань у стосунку до розпущеного Варшавського договору та про намір добиватися вступу до НАТО. До цього часу польська армія скоротила свою чисельність майже вдвічі, а нова доктрина передбачала відведення її від західних кордонів країни.
В 1993 році за ініціативою Вишеградської групи була створена Асоціація вільної торгівлі країн Центральної Європи. У вересні 1993 році Польщу покинули останні російські війська, і країна зняла перешкоди для просування в об'єднану Європу.

### Після відставки
18 жовтня 1993 року уряд Ганни Сухоцької подав у відставку, а 25 жовтня, після сформування нового уряду Кшиштоф Скубішевський залишив посаду міністра закордонних справ Польщі.
З 4 грудня 1993 року Кшиштоф Скубішевський був одним із трьох арбітрів Ірано-Американського трибуналу в Гаазі (Нідерланди), а з 16 лютого 1994 року — його головою.
Скубішевського називали «батьком сучасної зовнішньої політики Польщі» та «аристократом в світі дипломатів».

### Останні роки
В 2002 році Кшиштоф Скубішевський став членом Папської академії суспільних наук та Почесним доктором Університету кардинала Стефана Вишинського в Варшаві. Продовжив також свою діяльність як голова Ірано-Американського трибуналу.
Кшиштоф Скубішевський помер вранці 8 лютого 2010 у Варшаві у віці 83 роки. Похований 18 лютого 2010 року в Пантеоні великих поляків при храмі Божого Провидіння в Варшаві поруч із могилами Яна Твардовського та Здіслава Пешковського. Відспівування, очолене Митрополитом Варшавським Казимиром Ничем, відбулося в храмі Святого Іоанна Хрестителя. В ньому взяли участь примас Польщі кардинал Юзеф Ґлемп, апостольський нунцій Юзеф Ковальчик та інші ієрархи римо-католицької церкви. На прощальній церемонії було зачитано листи від президента Польщі Леха Качинського та прем'єр-міністра Дональда Туска, були присутні маршал Сейму Броніслав Коморовський та екс-прем'єр Тадеуш Мазовецький.

## Нагороди
- 1991 — Великий Хрест Ордену Благословенного Пія IX
- 1993 — Великий Хрест Ордена Відродження Польщі
- 1999 — Орден Білого Орла Польщі
- 2001 — Орден Великого Князя Гедиміна II ступеня
- 2005 — Хрест Заслуги Федеративної Республіки Німеччини
- 2005 — Премія Pomerania Nostra, польсько-німецька нагорода для вшанування людей, заслужених для Західного Помор'я та Передньої Померанії
- 2009 — Почесна відзнака МЗС Польщі «Bene Merito»